# Фюллеон
Фюллеон (швед. Fylleån) — мала річка на півдні Швеції, у лені Галланд. Довжина річки становить 65 км, площа басейну  — 393,8 км², середня річна витрата води — 7,7 м³/с, мінімальна витрата води на день — 0,09 м³/с. На річці побудовано 4 ГЕС малої потужності.

## Географія
Бере початок у болотах біля села Лідхульт (швед. Lidhult) комуни Юнгбю. Протікає у південно-західному напрямку, впадає у бухту Лагольмсбуктен (швед. Laholmsbukten) протоки Каттегат між річками Єневадсон і Ніссан. Біля гирла річки, на правому березі, лежить місто Гальмстад. Річище місцями порожисте. Територія річкового басейну зайнята переважно лісами й болотами, що займають 53,5 % й 19,5 % території відповідно. Сільськогосподарські угіддя знаходяться переважно у нижній частині течії й займають 15 % території басейну.
Річкою на нерест мігрують лосось та пструг. На трьох з чотирьох ГЕС, побудованих на річці, є рибопропускні споруди. Природною перешкодою для міграції риби за низького рівня води у річці є поріг Туларпсфален (швед. Tolarpsfallen).
У нижній частині течії вода річки використовується для зрошення.

## ГЕС
На річці побудовано 4 ГЕС загальною встановленою потужністю 0,878 МВт та з середнім річним виробництвом близько 2,9 млн кВт·год.